# Selección femenina de fútbol de los Países Bajos
La selección femenina de fútbol de los Países Bajos (en neerlandés, Nederlands vrouwenvoetbalelftal) es el equipo que representa a los Países Bajos en las competiciones internacionales de fútbol femenino. Su organización está a cargo de la Real Federación de Fútbol de los Países Bajos (Koninklijke Nederlandse Voetbalbond) que a su vez está afiliada a la UEFA y a la FIFA.
Participó en el mundial de Canadá 2015 en la que alcanzó los octavos de final tiempo después conseguiría su mayor logro la Eurocopa Femenina de 2017 siendo ellos los anfitriones ganando en la final a Dinamarca. En el mundial de Francia de 2019 llegaron a la final, donde fueron derrotadas por dos goles a cero frente a los Estados Unidos.

## Historia
El 17 de abril de 1971, los Países Bajos jugaron su primer partido internacional femenino reconocido por la FIFA contra Francia. El partido tuvo lugar en Hazebrouk, Francia y terminó 4-0 a favor de las francesas.
En las décadas de 1980 y 1990, el equipo no se clasificó para ningún gran torneo. A partir del 2000, la Real Asociación de Fútbol de los Países Bajos comenzó a investir en el fútbol femenino, culminando en la creación de la Eredivisie femenina en 2007. La selección se clasificó por primera vez para una Eurocopa en 2009 y alcanzó el tercer puesto. En 2013 se clasificó de nuevo, pero no avanzó más allá de los grupos. 

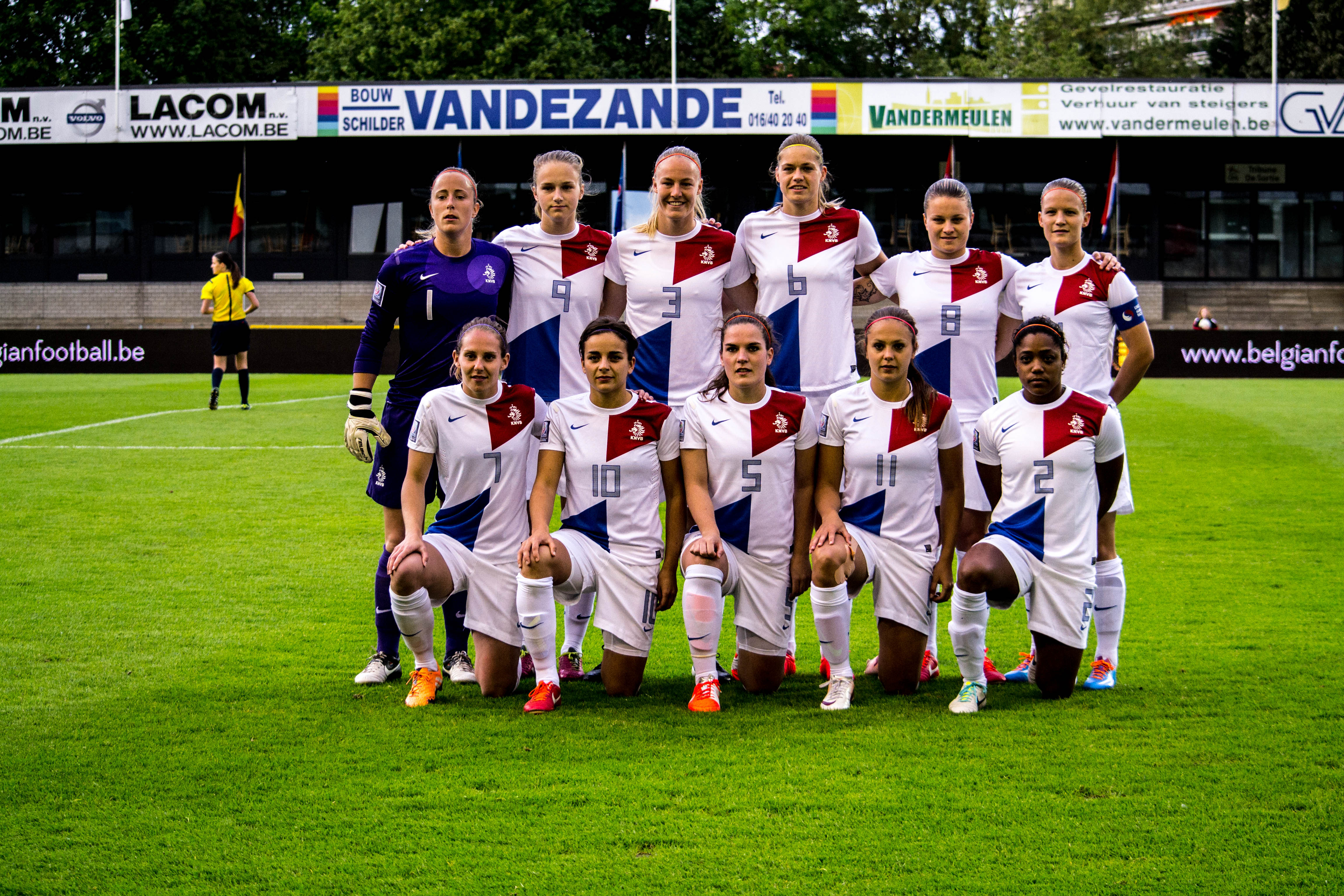
La selección naranja en mayo de 2014.

En 2014, los Países Bajos se clasificaron por primera vez para un mundial, el Mundial 2015, donde alcanzaron el 13.º puesto. Lieke Martens marcó el primer gol neerlandés en un Mundial.
En 2017, Países Bajos se clasificó directamente para la Eurocopa por ser el anfitrión del torneo. Habiendo ganado todos los partidos, se coronó como el campeón de Europa tras ganar la final 4-2 a Dinamarca. La neerlandesa Lieke Martens fue nombrada Mejor Jugadora del Torneo y todas las jugadoras de la selección de los Países Bajos y la entrenadora Sarina Wiegman fueron nombradas Caballeros de la Orden de Orange-Nassau por el primer ministro Mark Rutte y la ministra de deportes Edith Schippers. El torneo contribuyó a la popularidad del fútbol femenino en los Países Bajos.
En 2018, acabaron segundos de grupo en la clasificación de UEFA para Mundial de 2019 detrás de Noruega. Para clasificarse en el mundial, tuvieron que jugar un play-off contra Suiza, Bélgica y Dinamarca. Tras ganar todos los partidos de la fase de grupos en el Mundial de 2019, avanzaron a la segunda fase. En los octavos de final vencieron a Japón por 2-1; en los cuartos de final, a Italia 0-2; y en la semifinal, a Suecia gracias a un gol en la prórroga. En la final, los Países Bajos fueron derrotados por Estados Unidos.

## Últimos y próximos encuentros
Actualizado al 13 de julio de 2025.
| Fecha      | Ciudad     | Local        | Resultado | Visitante      | Competición                              |
| ---------- | ---------- | ------------ | --------- | -------------- | ---------------------------------------- |
| 25-10-2024 | Doetinchem | Países Bajos | 15:0      | Indonesia      | Partido amistoso                         |
| 29-10-2024 | Esbjerg    | Dinamarca    | 1:2       | Países Bajos   | Partido amistoso                         |
| 29-11-2024 | Róterdam   | Países Bajos | 4:1       | China          | Partido amistoso                         |
| 03-12-2024 | La Haya    | Países Bajos | 1:2       | Estados Unidos | Partido amistoso                         |
| 21-02-2025 | Breda      | Países Bajos | 2:2       | Alemania       | Liga de Naciones Femenil de la UEFA 2025 |
| 25-02-2025 | Glasgow    | Escocia      | 1:2       | Países Bajos   | Liga de Naciones Femenil de la UEFA 2025 |
| 04-04-2025 | Almelo     | Países Bajos | 3:1       | Austria        | Liga de Naciones Femenil de la UEFA 2025 |
| 08-04-2025 | Altach     | Austria      | 1:3       | Países Bajos   | Liga de Naciones Femenil de la UEFA 2025 |
| 30-05-2025 | Bremen     | Alemania     | 4:0       | Países Bajos   | Liga de Naciones Femenil de la UEFA 2025 |
| 03-06-2025 | Tilburg    | Países Bajos | 1:1       | Escocia        | Liga de Naciones Femenil de la UEFA 2025 |
| 26-06-2025 | Leeuwarden | Países Bajos | 2:1       | Finlandia      | Partido amistoso                         |
| 05-07-2025 | Lucerna    | Gales        | 0:3       | Países Bajos   | Eurocopa Femenina 2025                   |
| 09-07-2025 | Zúrich     | Inglaterra   | 4:0       | Países Bajos   | Eurocopa Femenina 2025                   |
| 13-07-2025 | Basilea    | Países Bajos | 2:5       | Francia        | Eurocopa Femenina 2025                   |

## Estadísticas

### Copa Mundial
El 17 de noviembre de 2014, los Países Bajos se clasificaron para un Mundial por primera vez. En 2019, alcanzaron la final y se convirtieron en subcampeonas del mundo.
| Edición | Resultado        | Pos.         | PJ           | PG           | PE           | PP           | GF           | GC           | Dif.         | Pts.         | Goleadora             |              |
| ------- | ---------------- | ------------ | ------------ | ------------ | ------------ | ------------ | ------------ | ------------ | ------------ | ------------ | --------------------- | ------------ |
| 1991    | No clasificó     | No clasificó | No clasificó | No clasificó | No clasificó | No clasificó | No clasificó | No clasificó | No clasificó | No clasificó | No clasificó          | No clasificó |
| 1995    | No clasificó     | No clasificó | No clasificó | No clasificó | No clasificó | No clasificó | No clasificó | No clasificó | No clasificó | No clasificó | No clasificó          | No clasificó |
| 1999    | No clasificó     | No clasificó | No clasificó | No clasificó | No clasificó | No clasificó | No clasificó | No clasificó | No clasificó | No clasificó | No clasificó          | No clasificó |
| 2003    | No clasificó     | No clasificó | No clasificó | No clasificó | No clasificó | No clasificó | No clasificó | No clasificó | No clasificó | No clasificó | No clasificó          | No clasificó |
| 2007    | No clasificó     | No clasificó | No clasificó | No clasificó | No clasificó | No clasificó | No clasificó | No clasificó | No clasificó | No clasificó | No clasificó          | No clasificó |
| 2011    | No clasificó     | No clasificó | No clasificó | No clasificó | No clasificó | No clasificó | No clasificó | No clasificó | No clasificó | No clasificó | No clasificó          | No clasificó |
| 2015    | Octavos de final | 13.º         | 4            | 1            | 1            | 2            | 3            | 4            | -1           | 4            | Kirsten van de Ven: 2 |              |
| 2019    | Subcampeón       | 2.º          | 7            | 6            | 0            | 1            | 11           | 5            | +6           | 18           | Vivianne Miedema: 3   |              |
| 2023    | Cuartos de final | 7.º          | 5            | 3            | 1            | 1            | 12           | 3            | +9           | 10           | Jill Roord: 4         |              |
| 2027    | Por definir      | Por definir  | Por definir  | Por definir  | Por definir  | Por definir  | Por definir  | Por definir  | Por definir  | Por definir  | Por definir           | Por definir  |
| Total   | 3/10             | 12.º         | 16           | 10           | 2            | 4            | 26           | 12           | +14          | 32           | Jill Roord: 5         |              |

### Juegos Olímpicos
| Edición | Resultado        | Pos.         | PJ           | PG           | PE           | PP           | GF           | GC           | Dif.         | Pts.         | Goleadora            |              |
| ------- | ---------------- | ------------ | ------------ | ------------ | ------------ | ------------ | ------------ | ------------ | ------------ | ------------ | -------------------- | ------------ |
| 1996    | No clasificó     | No clasificó | No clasificó | No clasificó | No clasificó | No clasificó | No clasificó | No clasificó | No clasificó | No clasificó | No clasificó         | No clasificó |
| 2000    | No clasificó     | No clasificó | No clasificó | No clasificó | No clasificó | No clasificó | No clasificó | No clasificó | No clasificó | No clasificó | No clasificó         | No clasificó |
| 2004    | No clasificó     | No clasificó | No clasificó | No clasificó | No clasificó | No clasificó | No clasificó | No clasificó | No clasificó | No clasificó | No clasificó         | No clasificó |
| 2008    | No clasificó     | No clasificó | No clasificó | No clasificó | No clasificó | No clasificó | No clasificó | No clasificó | No clasificó | No clasificó | No clasificó         | No clasificó |
| 2012    | No clasificó     | No clasificó | No clasificó | No clasificó | No clasificó | No clasificó | No clasificó | No clasificó | No clasificó | No clasificó | No clasificó         | No clasificó |
| 2016    | No clasificó     | No clasificó | No clasificó | No clasificó | No clasificó | No clasificó | No clasificó | No clasificó | No clasificó | No clasificó | No clasificó         | No clasificó |
| 2021    | Cuartos de final | 5.º          | 4            | 2            | 2            | 0            | 23           | 10           | +13          | 8            | Vivianne Miedema: 10 |              |
| 2024    | No clasificó     | No clasificó | No clasificó | No clasificó | No clasificó | No clasificó | No clasificó | No clasificó | No clasificó | No clasificó | No clasificó         | No clasificó |
| 2028    | Por definir      | Por definir  | Por definir  | Por definir  | Por definir  | Por definir  | Por definir  | Por definir  | Por definir  | Por definir  | Por definir          | Por definir  |
| Total   | 1/9              | 12.º         | 4            | 2            | 2            | 0            | 23           | 10           | +13          | 8            | Vivianne Miedema: 10 |              |

### Eurocopa Femenina
Países Bajos se clasificó por primera vez para una Eurocopa en 2009, donde alcanzaron el tercer puesto. En 2013 se clasificó de nuevo, pero no avanzó más allá de los grupos. En 2017, se clasificó directamente por ser el anfitrión del torneo. Habiendo ganados todos los partidos, se coronó como el campeón de Europa tras ganar la final 4-2 a Dinamarca. La neerlandesa Lieke Martens fue nombrada Mejor Jugadora del Torneo y todas las jugadoras de la selección de los Países Bajos fueron nombradas Caballeros de la Orden de Orange-Nassau por el primer ministro Mark Rutte y la ministra de deportes Edith Schippers.
| Edición     | Resultado        | Pos.         | PJ           | PG           | PE           | PP           | GF           | GC           | Dif.         | Pts.         | Goleadora             |
| ----------- | ---------------- | ------------ | ------------ | ------------ | ------------ | ------------ | ------------ | ------------ | ------------ | ------------ | --------------------- |
| 1984 a 2005 | No clasificó     | No clasificó | No clasificó | No clasificó | No clasificó | No clasificó | No clasificó | No clasificó | No clasificó | No clasificó | No clasificó          |
| 2009        | Semifinales      | 3.º          | 5            | 2            | 1            | 2            | 6            | 5            | +1           | 7            | Kirsten van de Ven: 2 |
| 2013        | Fase de grupos   | 11.º         | 3            | 0            | 1            | 2            | 0            | 2            | -2           | 1            | Sin anotadora         |
| 2017        | Campeón          | 1.º          | 6            | 6            | 0            | 0            | 13           | 3            | +10          | 18           | Vivianne Miedema: 4   |
| 2022        | Cuartos de final | 5.º          | 4            | 2            | 1            | 1            | 8            | 5            | +3           | 7            | Romée Leuchter: 2     |
| 2025        | Fase de grupos   | 10.º         | 3            | 1            | 0            | 2            | 5            | 9            | -4           | 3            | Victoria Pelova: 2    |
| Total       | 5/14             | 7.º          | 21           | 11           | 3            | 7            | 32           | 24           | +8           | 36           | Vivianne Miedema: 4   |

## Jugadoras

### Última convocatoria
Jugadoras convocadas para la Eurocopa Femenina 2025.
Entrenador:  Andries Jonker
| No. | Pos. | Jugadora             | Fecha de nacimiento (edad)        | Apa. | Goles | Club                  |
| --- | ---- | -------------------- | --------------------------------- | ---- | ----- | --------------------- |
| 1   | POR  | Daphne van Domselaar | 6 de marzo de 2000 (25 años)      | 34   | 0     | Arsenal               |
| 16  | POR  | Lize Kop             | 17 de marzo de 1998 (27 años)     | 15   | 0     | Tottenham Hotspur     |
| 23  | POR  | Daniëlle de Jong     | 11 de octubre de 2002 (22 años)   | 1    | 0     | Twente                |
|     |      |                      |                                   |      |       |                       |
| 2   | DEF  | Lynn Wilms           | 3 de octubre de 2000 (24 años)    | 53   | 1     | VfL Wolfsburgo        |
| 3   | DEF  | Caitlin Dijkstra     | 30 de enero de 1999 (26 años)     | 27   | 1     | VfL Wolfsburgo        |
| 4   | DEF  | Veerle Buurman       | 21 de abril de 2006 (19 años)     | 6    | 1     | Chelsea               |
| 18  | DEF  | Kerstin Casparij     | 19 de agosto de 2000 (24 años)    | 45   | 0     | Manchester City       |
| 20  | DEF  | Dominique Janssen    | 17 de enero de 1995 (30 años)     | 125  | 6     | Manchester United     |
| 22  | DEF  | Ilse van der Zanden  | 25 de julio de 1995 (30 años)     | 4    | 0     | FC Utrecht            |
|     |      |                      |                                   |      |       |                       |
| 6   | MED  | Jill Roord           | 22 de abril de 1997 (28 años)     | 108  | 30    | Twente                |
| 8   | MED  | Sherida Spitse       | 29 de mayo de 1990 (35 años)      | 244  | 46    | Ajax                  |
| 10  | MED  | Daniëlle van de Donk | 5 de agosto de 1991 (33 años)     | 168  | 38    | London City Lionesses |
| 14  | MED  | Jackie Groenen       | 17 de diciembre de 1994 (30 años) | 125  | 10    | Paris Saint-Germain   |
| 17  | MED  | Victoria Pelova      | 3 de junio de 1999 (26 años)      | 60   | 4     | Arsenal               |
| 19  | MED  | Wieke Kaptein        | 29 de agosto de 2005 (19 años)    | 21   | 2     | Chelsea               |
| 21  | MED  | Damaris Egurrola     | 26 de agosto de 1999 (25 años)    | 41   | 7     | OL Lyonnes            |
|     |      |                      |                                   |      |       |                       |
| 5   | DEL  | Romée Leuchter       | 12 de enero de 2001 (24 años)     | 23   | 5     | Paris Saint-Germain   |
| 7   | DEL  | Lineth Beerensteyn   | 11 de octubre de 1996 (28 años)   | 114  | 39    | VfL Wolfsburgo        |
| 9   | DEL  | Vivianne Miedema     | 15 de julio de 1996 (29 años)     | 125  | 99    | Manchester City       |
| 11  | DEL  | Esmee Brugts         | 28 de julio de 2003 (22 años)     | 46   | 10    | Barcelona             |
| 12  | DEL  | Chasity Grant        | 19 de abril de 2001 (24 años)     | 17   | 1     | Aston Villa           |
| 13  | DEL  | Renate Jansen        | 7 de diciembre de 1990 (34 años)  | 71   | 8     | PSV Eindhoven         |
| 15  | DEL  | Katja Snoeijs        | 31 de agosto de 1996 (28 años)    | 38   | 12    | Everton               |

## Entrenadores
- Piet Buter (1987–1989)
- Bert van Lingen (1989–1991)
- Jan Derks (1991–1994)
- Ruud Dokter (1995–2000)
- Frans de Kat (2001–2004)
- Vera Pauw (2004–2010)
- Roger Reijners (2010–2015)
- Sarina Wiegman (2015)
- Arjan van der Laan (2015–2016)
- Sarina Wiegman (2017–2021)
- Mark Parsons (2021-2022)
- Andries Jonker (2022-)

## Historial
Jugadoras actuales en naranja.

### Jugadoras con más apariciones
|    | Nombre                     | Período       | Partidos | Goles |
| -- | -------------------------- | ------------- | -------- | ----- |
| 1  | Sherida Spitse             | 2006–presente | 199      | 43    |
| 2  | Annemieke Kiesel-Griffioen | 1995–2011     | 156      | 19    |
| 3  | Dyanne Bito                | 2000–2015     | 146      | 6     |
| 4  | Marleen Wissink            | 1989–2006     | 141      | 0     |
| 5  | Daphne Koster              | 1997–2017     | 139      | 7     |
| 6  | Manon Melis                | 2005–2016     | 136      | 59    |
| 7  | Lieke Martens              | 2011–2024     | 133      | 54    |
| 8  | Loes Geurts                | 2005–2020     | 125      | 0     |
| 9  | Daniëlle van de Donk       | 2010–presente | 123      | 32    |
| 10 | Sylvia Smit                | 2004–2013     | 106      | 30    |
| 11 | Vivianne Miedema           | 2013–presente | 108      | 92    |
| 12 | Sarina Wiegman             | 1987–2001     | 104      | 3     |
| 13 | Anouk Hoogendijk           | 2004–2017     | 103      | 9     |
| 14 | Petra Hogewoning           | 2004–2015     | 100      | 9     |

Actualizado a los partidos jugados el 12 de abril de 2022

### Máximas goleadoras
|    | Nombre                     | Período       | Goles | Partidos | Goles/Partidos |
| -- | -------------------------- | ------------- | ----- | -------- | -------------- |
| 1  | Vivianne Miedema           | 2013–presente | 92    | 108      | 0,85           |
| 2  | Manon Melis                | 2005–2016     | 59    | 136      | 0,43           |
| 3  | Lieke Martens              | 2011–2024     | 54    | 133      | 0,4            |
| 4  | Sherida Spitse             | 2006–presente | 43    | 199      | 0,22           |
| 5  | Daniëlle van de Donk       | 2010–presente | 32    | 123      | 0,26           |
| 6  | Sylvia Smit                | 2004–2013     | 30    | 106      | 0,28           |
| 7  | Marjoke de Bakker          | 1979–1991     | 29    | 60       | 0,48           |
| 8  | Shanice van de Sanden      | 2008–presente | 21    | 95       | 0,22           |
| 9  | Annemieke Kiesel-Griffioen | 1995–2011     | 19    | 156      | 0,12           |
| 10 | Kirsten van de Ven         | 2005–2016     | 18    | 86       | 0,21           |

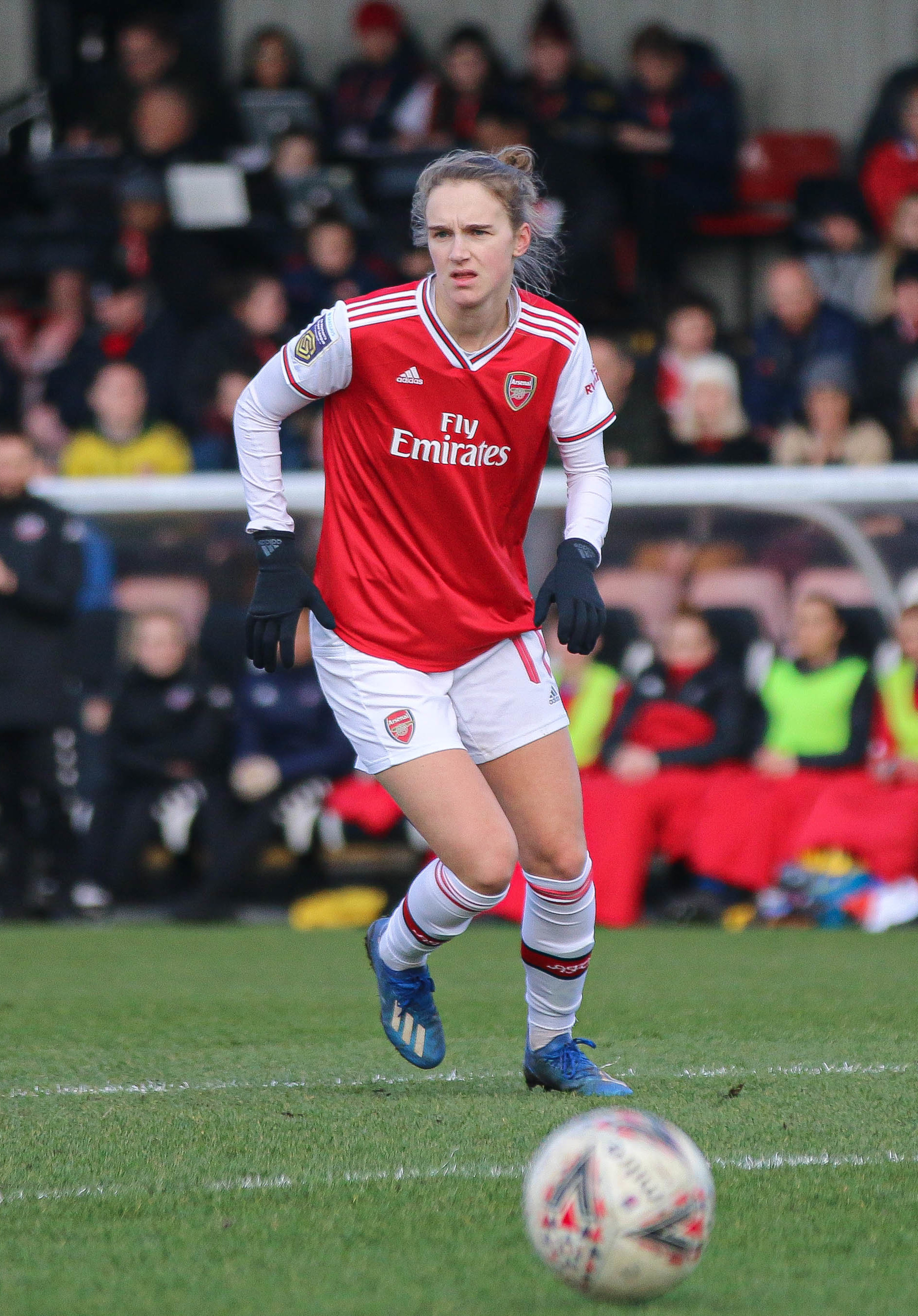
Vivianne Miedema es la máxima goleadora de la selección.

Actualizado a los partidos jugados el 12 de abril de 2022

### Entrenadores
|    | Nombre             | Período              | Partidos |
| -- | ------------------ | -------------------- | -------- |
| 1  | Sarina Wiegman     | 2015–2021            | 81       |
| 2  | Vera Pauw          | 2004–2010            | 73       |
| 3  | Roger Reijners     | 2010–2015            | 71       |
| 4  | Ruud Dokter        | 1995–2000            | 64       |
| 5  | Bert van Lingen    | 1979–1986, 1989–1991 | 46       |
| 6  | Frans de Kat       | 2001–2004            | 27       |
| 7  | Jan Derks          | 1991–1994            | 19       |
| 8  | Arjan van der Laan | 2015–2016            | 16       |
| 9  | Piet Buter         | 1987–1989            | 15       |
| 10 | Mark Parsons       | 2021–presente        | 10       |
| 11 | Ruud de Groot      | 1977–1978            | 8        |
| 11 | Andries Jonker     | 2001                 | 8        |

Actualizado a los partidos jugados el 12 de abril de 2022